# Municipio de Ivanhoe (Dakota del Norte)
El municipio de Ivanhoe (en inglés: Ivanhoe Township) es un municipio ubicado en el condado de Renville en el estado estadounidense de Dakota del Norte. En el año 2010 tenía una población de 30 habitantes y una densidad poblacional de 0,32 personas por km².

## Geografía
El municipio de Ivanhoe se encuentra ubicado en las coordenadas 48°35′24″N 101°46′39″O / 48.59000, -101.77750. Según la Oficina del Censo de los Estados Unidos, el municipio tiene una superficie total de 93.06 km², de la cual 93,06 km² corresponden a tierra firme y (0 %) 0 km² es agua.

## Demografía
Según el censo de 2010, había 30 personas residiendo en el municipio de Ivanhoe. La densidad de población era de 0,32 hab./km². De los 30 habitantes, el municipio de Ivanhoe estaba compuesto por el 100 % blancos. Del total de la población el 0 % eran hispanos o latinos de cualquier raza.